# 蕭斌 (明朝)
蕭斌（1418年—？），字得宜，陝西西安府同州朝邑縣人，民籍。明朝政治人物。同進士出身。

## 生平
陝西鄉試第二名。正統十年（1445年）進士第三甲第九十七名，除吏科給事中，天順中累陞都給事中，仕至左通政。
曾祖父蕭仲信。祖父蕭孝義。父亲蕭仕誠。